# Лоњица (Врбовец)
Лоњица је насељено место у саставу града Врбовца у Загребачкој жупанији, Хрватска. До територијалне реорганизације у Хрватској налазила се у саставу бивше велике општине Врбовец.

## Становништво
На попису становништва 2011. године, Лоњица је имала 1.020 становника.

## Попис1991.
На попису становништва 1991. године, насељено место Лоњица је имало 878 становника, следећег националног састава:
| Попис 1991.‍  | Попис 1991.‍  | Попис 1991.‍ | Попис 1991.‍ | Попис 1991.‍ |
| ------------ | ------------ | ----------- | ----------- | ----------- |
|              |              |             |             |             |
| Хрвати       | Хрвати       |             | 863         | 98,29%      |
| Југословени  | Југословени  |             | 5           | 0,56%       |
| Срби         | Срби         |             | 4           | 0,45%       |
| Словенци     | Словенци     |             | 1           | 0,11%       |
| неопредељени | неопредељени |             | 1           | 0,11%       |
| непознато    | непознато    |             | 4           | 0,45%       |
| укупно: 878  |              |             |             |             |